# تشي كاو
تشي كاو (بالإنجليزية: Chi Cao)‏ هو راقص باليه بريطاني، ولد في 22 مارس 1978 في شانغهاي في الصين.

## وصلات خارجية
- تشي كاو على موقع IMDb (الإنجليزية)
- تشي كاو على موقع قاعدة بيانات الفيلم (الإنجليزية)